# نشيد الاستقلال التركي
نشيد الاستقلال التركي (بالتركية: İstiklâl Marşı) هو النشيد الوطني الرسمي في تركيا هو من تأليف الشاعر محمد عاكف آرصوي (1873 ـ 1936) وتلحين علي رفعت جاغاتاي، ويستخدم بشكل رسمي في كلٍ من تركيا  قبرص الشمالية، يدعى استقلال مارشي أي نشيد الاستقلال.

## كلمات النشيد الوطني التركي بالعربية
لا تخف، لن تطفأ الرايات في كبد السماء
ولسوف تبقى شعلة حمراء من غير انطفاء
إنها كوكب شعبي، سوف يبقى في العلاء
وهي ملكي، ملك شعبي لا جدال أو مراء
لا تقطب حاجبا، أرجوك، يا أحلى هلال
نحن أبطال تبسم، فلم القسوة؟ ما هذا الجلال؟
ابتسم دعنا نرى أحرام ما بذلنا من دماء أم حلال؟
الحق تعبد أمتي، والحق حق أمتي أن تستقل لا جدال!
قد عشت حرا منذ كان الكون، حرا لا أزال
عجبا، لمعتوه يصدق أن تقيدني سلاسل أو حبال
أنا مثل سيل هادر دفع السدود إلى نهايات الزوال
دوما أفيض، فأملأ الارجاء، أقتحم الجبال
قد سلحوا سور الحديد يحيط بالغرب الجحود
و يفيض بالايمان صدري فهو من خير الحدود
لن يخنقوا الايمان دعهم ليس ترهبنا الرعود
هذي «الحضارة» بعبع متكسر الأسنان صنو للجمود
يا صديقي! لا تجعل الأشرار يقتربون واحذر!
ولتجعل الاجساد درعا واجعل العدوان يقهر
فستشرق الايام، وعد الله، وعد لا يؤخر
فمن يدري يكون غدا؟ أم يا ترى سيكون أبكر؟
فتمهل حين تمضي وتأمل، هل ظننت الأرض رملا؟
تحتها ألف شهيد وشهيد نائم والأرض حبلى
لا تؤذهم يا ابن الشهيد كفاك منقصة وذلا
لا تمنح الوطن الجميل ولو منحوك هذا الكون سهلا
هذه الاوطان جنة، أليس تفديها الدماء؟
لو لمست الأرض لمسا لاستفاضت شهداء
لا أبالي لو فقدت الروح والاموال لا أخشى الفناء
كل ما أخشى ابتعادى عن بلادي أو فراق أو جفاء